# Can Roca (Molins de Rei)
Can Roca és una obra de Molins de Rei (Baix Llobregat) inclosa a l'Inventari del Patrimoni Arquitectònic de Catalunya.

## Descripció
És una casa pairal amb façana tancada per un barri, única resta de la construcció original. L'estructura és de planta baixa i dos pisos formant 3 cossos verticals els quals acaben, a la part superior, en forma a d'arc de mig punt. La part central té a la planta baixa dos finestres de pedra de caràcter gòtic, geminades i separades per una columneta, i als dos pisos un balcó amb barana de ferro. Els cossos laterals, simètrics, consten de finestres a la planta baixa, balcons al primer pis i ulls de bou al segon. La teulada és de dos aigües perpendiculars a la façana.

## Història
El rei Ferran VII s'hostejà a aquesta casa. Hi ha constància d'aquest fet en un llindar de pedra picada on es llegeix: "FERNANDO VII - MARSO DE 1814". Per altra banda, Can Roca fou bastida com a oficines tècniques pels constructors del pont de Carles III.